# Planta oleaginosa

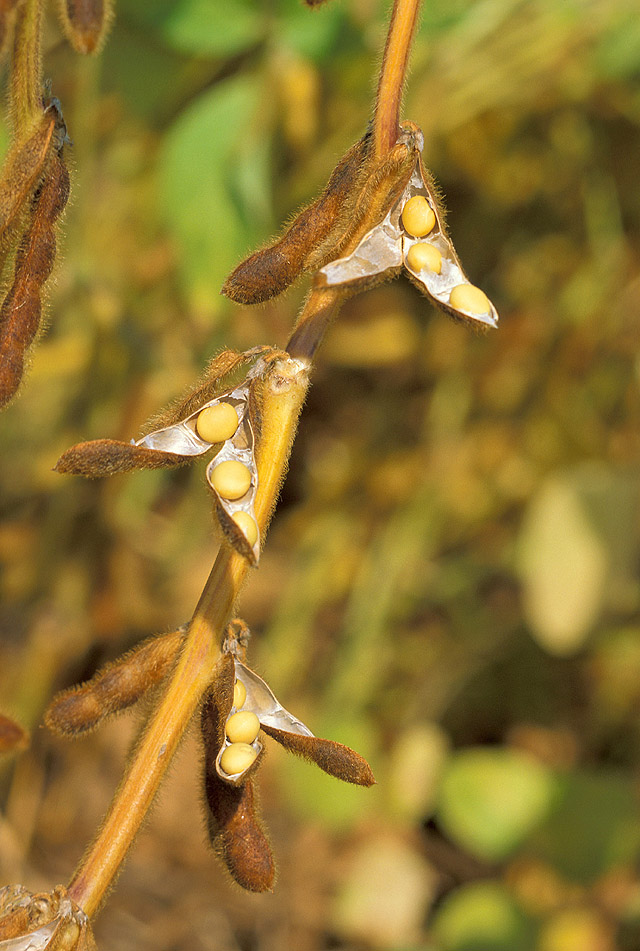
Semillas de soja, ricas en aceite. El aceite de soja es el de mayor producción mundial, seguido del aceite de palma y de colza.

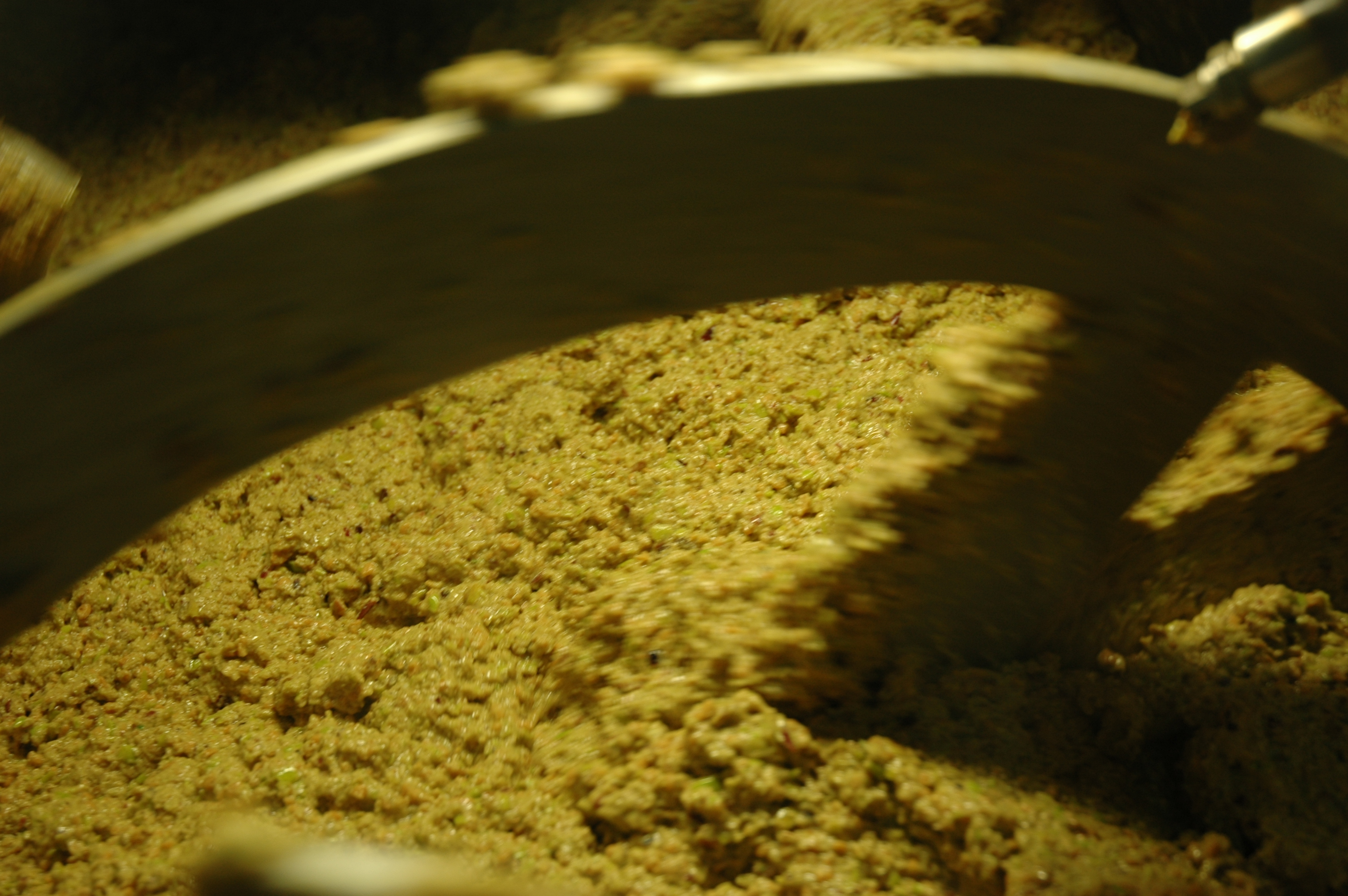
Extracción del aceite de oliva.

Las plantas oleaginosas son vegetales de cuya semilla o fruto puede extraerse aceite, en algunos casos comestibles y en otros casos de uso industrial. Las oleaginosas más sembradas son la soja, la palma elaeis, el maní, el girasol, el maíz y el lino. Cada planta, a su vez, puede tener otros usos económicos, como el lino, del que pueden extraerse fibras textiles, harinas y semillas alimenticias, o el maíz, la soja y el maní, cuyos frutos o semillas también pueden ser comidos, o el nogal, del que puede extraerse también madera. Otras plantas oleaginosas son el cártamo, la colza (aceite de canola), el olivo, el nogal, el ricino, el sésamo, la jojoba, el tung, el almendro, el arroz (aceite de salvado de arroz) y la uva.
El aceite de soja es el de mayor producción mundial, seguido del aceite de palma, colza, y girasol. 

## Extracción del aceite
Los métodos y maquinarias para extraer el aceite presente en los frutos o semillas, varían de acuerdo a la planta.
En la extracción del aceite de las semillas oleaginosas existen dos sistemas, uno mecánico y el otro utilizando disolventes. En ambos sistemas, las semillas deben ser previamente limpiadas, descascarilladas, troceadas y molidas.
La extracción mecánica consiste en los siguientes pasos: 
- las semillas ya molidas pasan a un acondicionador donde se obtiene una masa homogénea;
- la masa pasa a una prensa de tornillo, que en un solo paso prensa la masa separando el aceite y dejando una "torta proteínica";
- el aceite pasa a un tamiz vibratorio con el fin de proceder a una primera etapa de filtración de grandes impurezas;
- el aceite tamizado pasa a un filtro del que se obtiene el aceite crudo filtrado;
- la torta proteínica puede generar un plus de aceite siendo sometida a extracción por disolventes, o puede también destinarse a producir alimento equilibrado para animales en forma de pellets.[1]

La extracción por disolventes consiste en los siguientes pasos:
- las semillas molidas son trituradas en forma de rodillos;
- el rodillo pasa a un acondicionador para su homogeneización;
- el rodillo homogéneo pasa a un molino donde es en partes muy finas para facilitar la extracción;
- el rodillo dividido pasa a un extractor, donde es sometido a la acción de un disolvente de materias grasas, siendo el hexano el más utilizado en la industria moderna;
- el disolvente arrastra las grasas a un evaporador donde son separadas, en tanto aquel vuelve al extractor;
- la harina restante se lleva a un separador del disolvente para eliminarlo.[1]

En la extracción del aceite de oliva se utiliza la almazara.